# Opéra (Métro Paris)

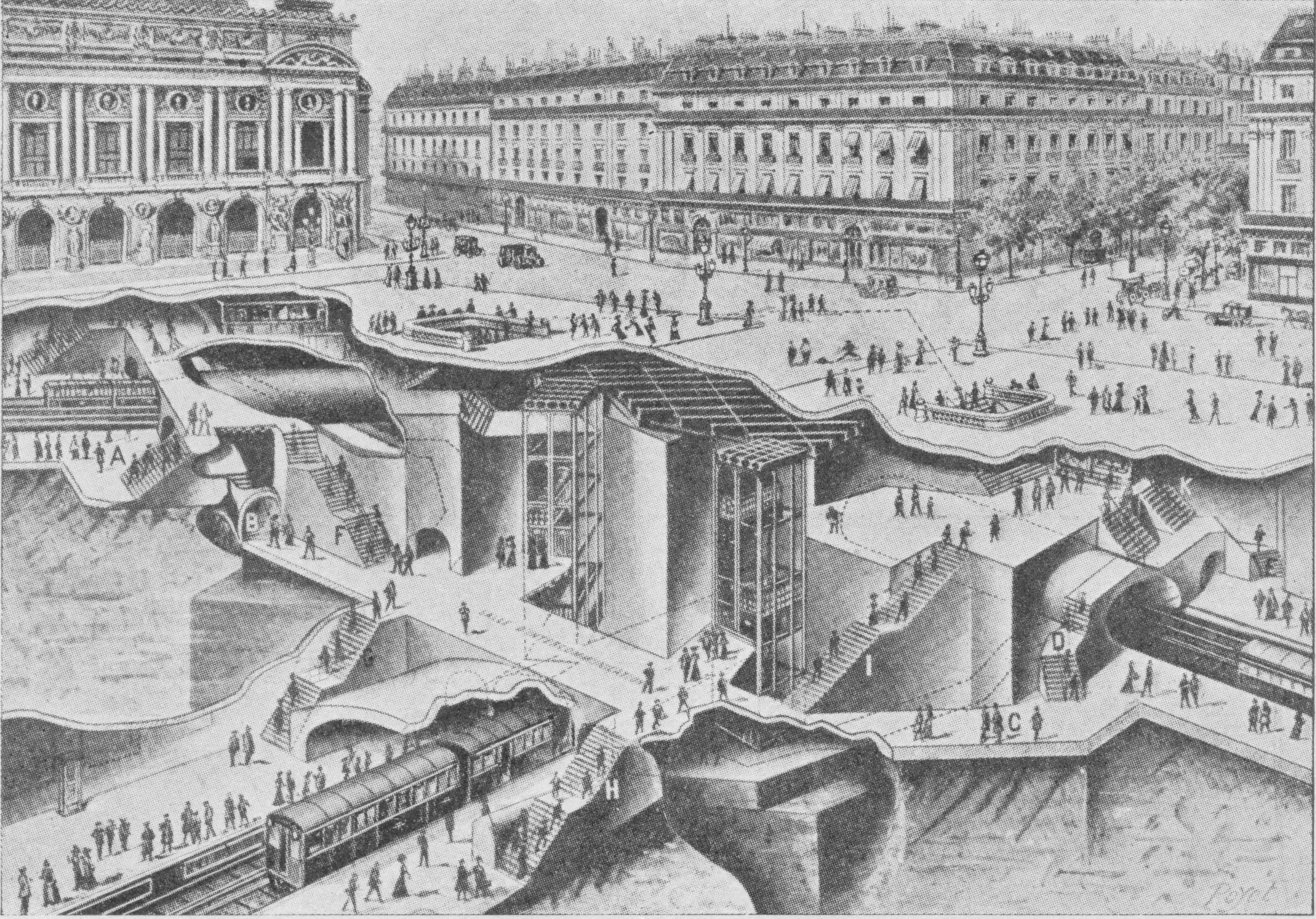
Schnitt durch die Metrostation Opéra

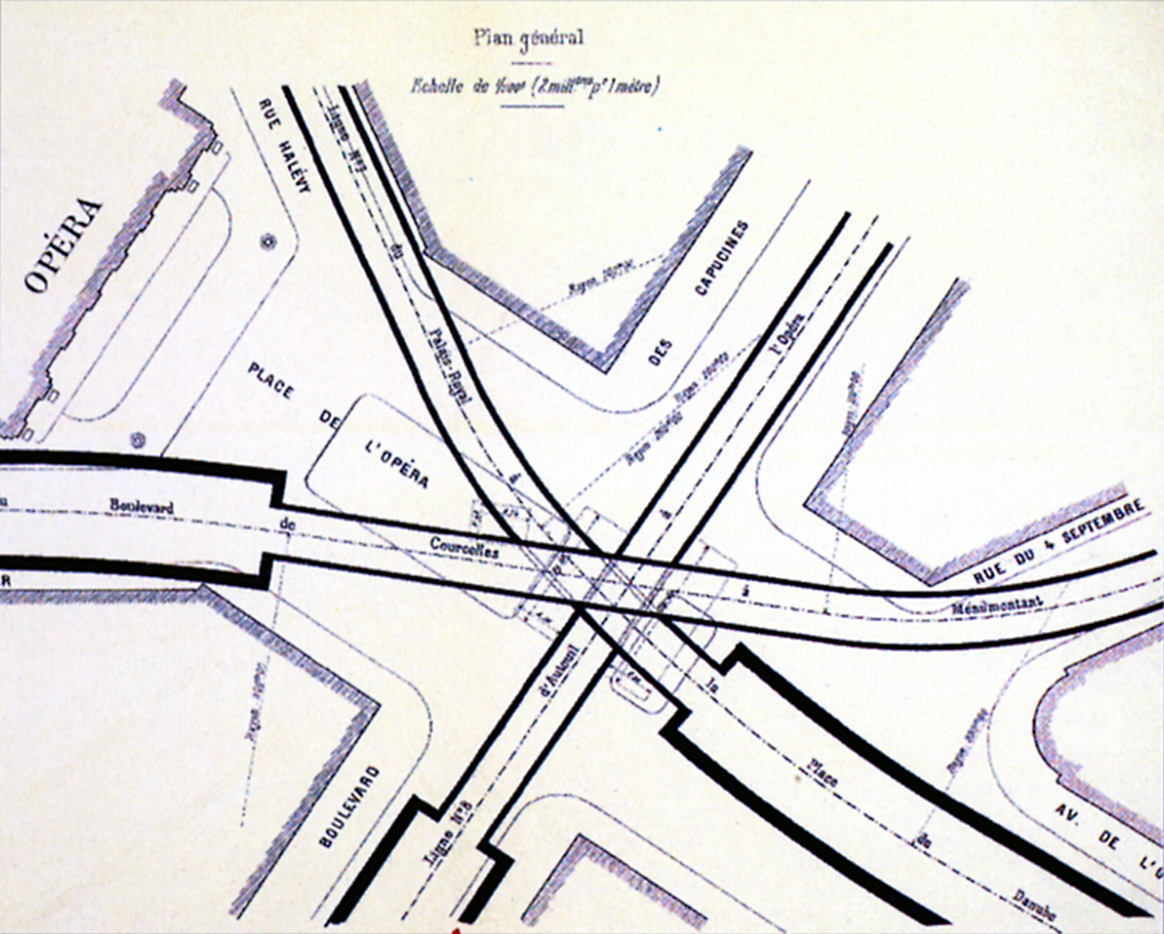
Lage des Kreuzungsbauwerks und der Stationen

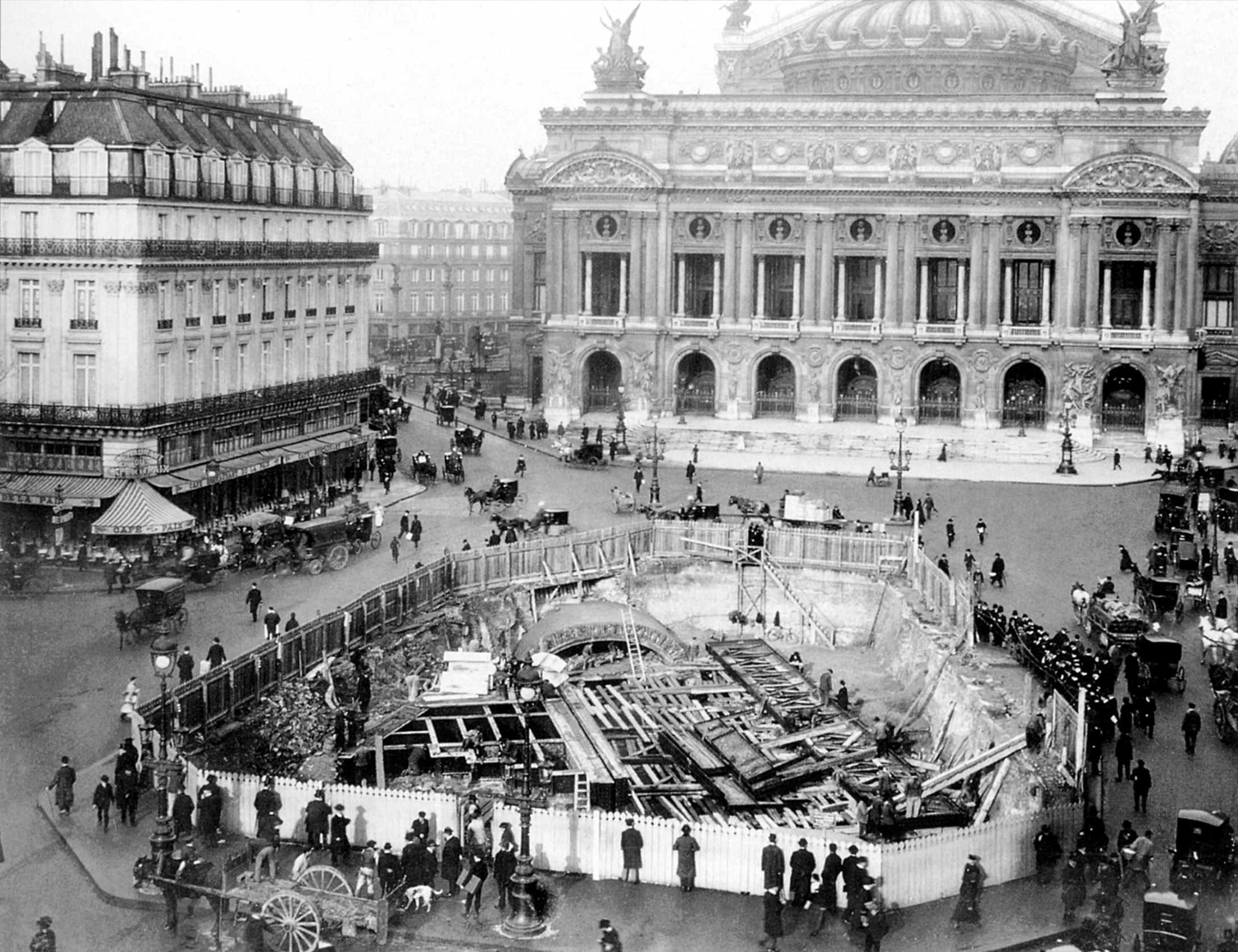
Opéra Garnier und Baustelle des Kreuzungsbauwerks

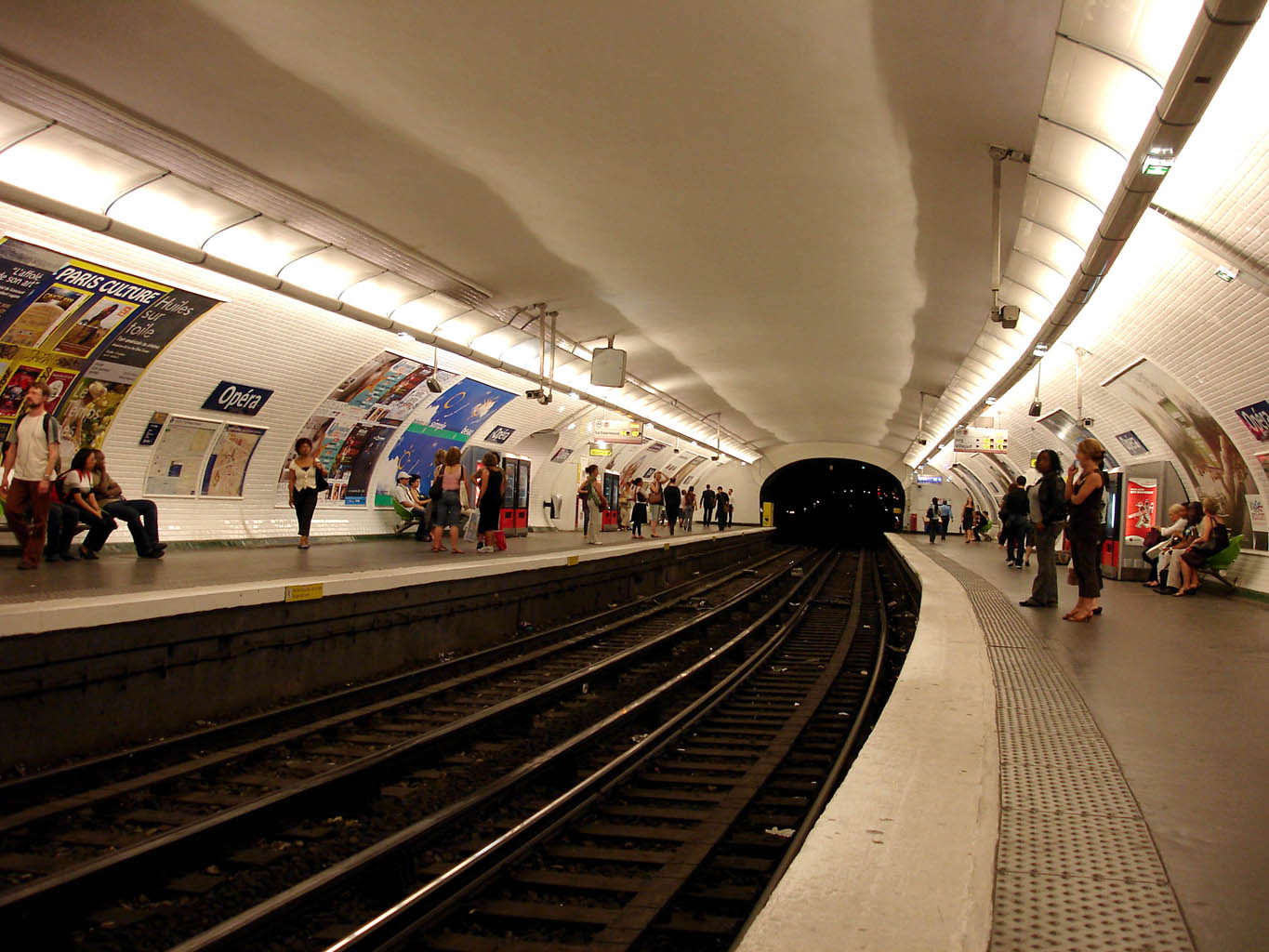
Station der Linie 7

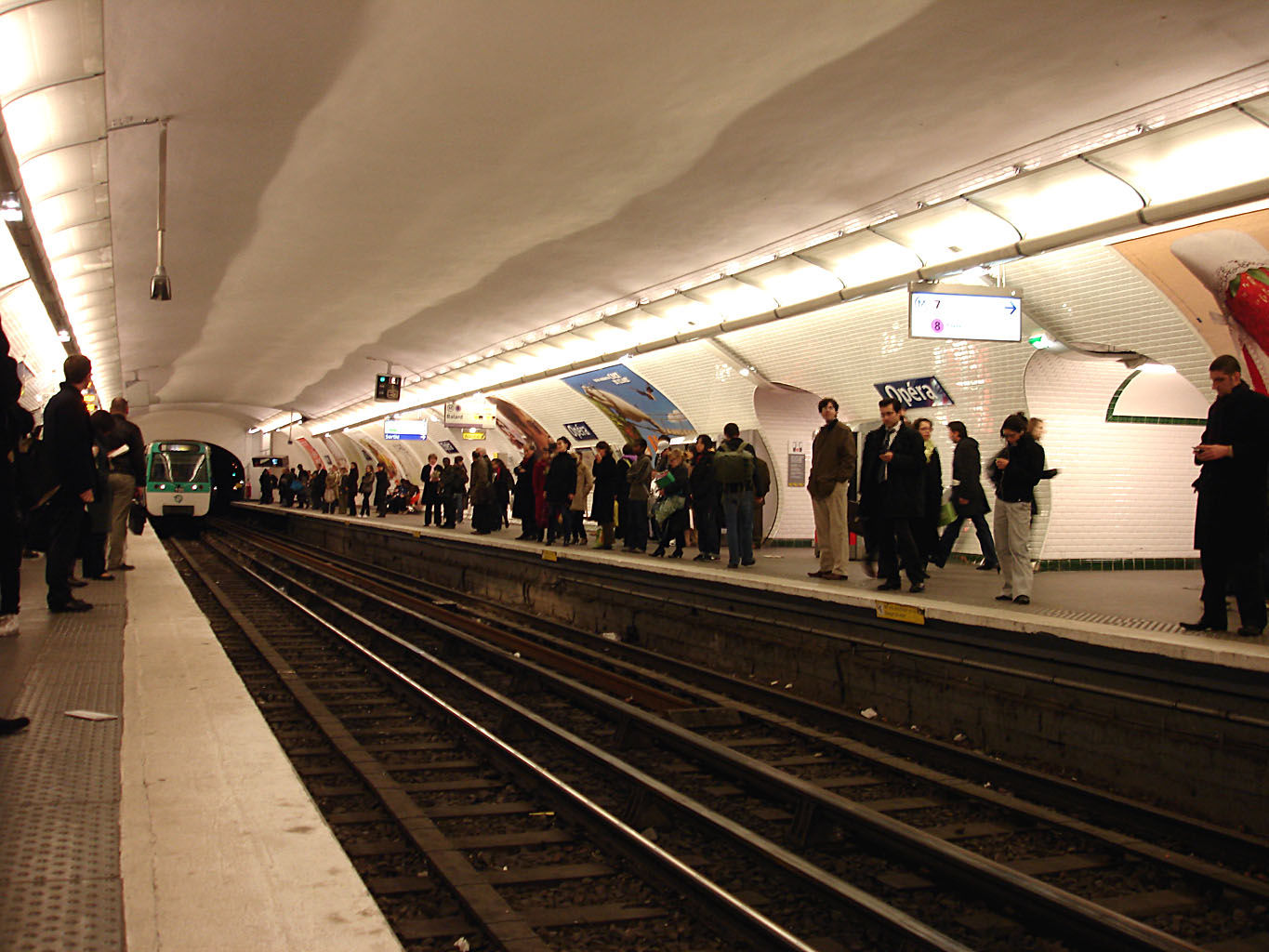
Station der Linie 8 mit einfahrendem Zug der Baureihe MF 77

Opéra [ɔpeʁa] ist ein unterirdischer Umsteigebahnhof der Pariser Métro. Er wird von den Linien 3, 7 und 8 bedient. Der U-Bahnhof ist ein bedeutender Umsteigeknoten im Zentrum von Paris, es besteht eine Umsteigemöglichkeit zum RER A an dessen Station Auber. Zudem ist er unterirdisch mit den Métrostationen Saint-Augustin, Saint-Lazare und Havre – Caumartin verbunden.

## Lage
Der U-Bahnhof befindet sich an der Grenze des Quartier Gaillon im 2. Arrondissement mit dem Quartier de la Chaussée-d’Antin des 9. Arrondissements von Paris. Die Stationen liegen jeweils längs unterhalb von Straßen, die von der Place de l’Opéra abgehen. Die Station der Linie 3 befindet sich unter der Rue du Quatre-Septembre, die der Linie 7 unter der Avenue de l’Opéra und die der Linie 8 unter dem Boulevard des Capucines. Außerhalb der Stationsbereiche kreuzen sich die drei Linien unter der Place de l’Opéra niveaufrei.

## Name
Der Name der Station leitet sich vom nahegelegenen, zwischen 1862 und 1874 errichteten Opernhaus Opéra de Paris ab. Nach seinem Baumeister und Architekten Charles Garnier wird das Gebäude auch als Opéra Garnier oder Palais Garnier bezeichnet. Bis zur Eröffnung der Opéra Bastille im Jahr 1989 war die Opéra Garnier der weltweit größte Theaterbau.

## Geschichte
Die Station wurde am 19. Oktober 1904 mit der Eröffnung der Linie 3 in Betrieb genommen. Diese wurde damals auf dem Abschnitt von Villiers nach Père Lachaise dem Verkehr übergeben. Mit dem Tunnel der Linie 3 wurde zugleich das Kreuzungsbauwerk unter dem Boulevard des Capucines errichtet, das auch für die geplanten Linien 7 und 8 vorgesehen war. Von März 1903 bis Februar 1904 wurde ein 21 m tiefer Zylinder mit gemauerten Wänden geschaffen, in dem sich die Strecken in drei Ebenen übereinander kreuzen. Dicht unter der Straßenoberfläche verläuft die Linie 3, in untersten Niveau liegen die Gleise der Linie 8.
Am 5. November 1910 wurde die Station der Linie 7 eröffnet. Opéra war anfangs Endpunkt der Züge von Porte de la Villette, ehe die Strecke am 1. Juli 1916 bis Palais Royal verlängert wurde.
Am 13. Juli 1913 folgte die Station der Linie 8. Auch sie war zunächst Endpunkt für die von Beaugrenelle (seit 1945: Charles Michels an der Linie 10) kommenden Züge und wurde mit der Verlängerung bis Richelieu – Drouot am 30. Juni 1928 zur Durchgangsstation.
Im Jahr 1902 kam es zwischen der Métrogesellschaft CMP und dem bis dahin für die Gestaltung der Eingänge zuständigen Architekten Hector Guimard zu einer Auseinandersetzung, in deren Folge die CMP ab 1903 über die Zugänge frei entscheiden konnte. Opéra wurde die erste Métrostation, deren Eingänge 1904 von einem anderen Architekten, in diesem Fall Joseph Cassien-Bernard, entworfen wurden. Er schuf für die bis zu 9 m breiten Treppenabgänge steinerne Balustraden im neoklassizistischen Stil.

## Beschreibung
Sämtliche Stationen haben Seitenbahnsteige an zwei Streckengleisen. Die Station der Linie 3 wurde in offener Bauweise errichtet, sie weist eine waagrechte Metalldecke auf. Auf quer zur Fahrtrichtung liegenden eisernen Stützbalken ruhen Längsträger, die kleine, aus Ziegelsteinen gemauerte Gewölbe tragen. Die beiden anderen Stationen haben einen elliptischen Querschnitt, ihre weiß gefliesten Wände folgen der Krümmung der Ellipse.
Die Stationen der Linien 3 und 7 sind in der Längsachse leicht gekrümmt, sie sind jeweils 75 m lang. Die Station der Linie 8 wurde nachträglich auf 105 m, theoretisch ausreichend für Sieben-Wagen-Züge, verlängert.
Der U-Bahnhof hat zwei neoklassizistische Zugänge von der Place de l’Opéra und einen von Guimard entworfenen Art-nouveau-Zugang an der Place Charles-Garnier. Ein zusätzlicher Ausgang mit Rolltreppe führt in die Avenue de l’Opéra.

## Fahrzeuge
Als Folge des Unfalls im Bahnhof Couronnes wurde die Linie 3 von Anfang an mit Fahrzeugen ausgestattet, die auf Drehgestellen liefen. Die Fünf-Wagen-Züge bestanden aus drei Trieb- und zwei Beiwagen. Sie wurden später durch Sprague-Thomson-Züge ersetzt, die dort bis 1967 verkehrten. In jenem Jahr erhielt die Linie 3 als erste die neue, klassisch auf Stahlschienen laufende Baureihe MF 67. Diese Fahrzeuge sind dort im Jahr 2024 nach wie vor im Einsatz, ab 2028 sollen sie von Zügen der Baureihe MF 19 abgelöst werden.
Auf den Linien 7 und 8 verkehren konventionelle Fünf-Wagen-Züge der Baureihe MF 77. Zwischen 1971 und 1979 (Linie 7) bzw. 1975 und 1980 (Linie 8) liefen dort Züge der Baureihe MF 67, davor solche der Bauart Sprague-Thomson.

## Sonstiges
Am 1. April 2016 hieß die Station kurzzeitig „Apéro“ (dt.: Aperitif, ein Aprilscherz des Métrobetreibers RATP).